# Municipio de Newbern
El municipio de Newbern (en inglés: Newbern Township) es un municipio ubicado en el condado de Dickinson en el estado estadounidense de Kansas. En el año 2010 tenía una población de 326 habitantes y una densidad poblacional de 3,45 personas por km².

## Geografía
El municipio de Newbern se encuentra ubicado en las coordenadas 38°49′34″N 97°12′20″O / 38.82611, -97.20556. Según la Oficina del Censo de los Estados Unidos, el municipio tiene una superficie total de 94.53 km², de la cual 94,37 km² corresponden a tierra firme y (0,17 %) 0,16 km² es agua.

## Demografía
Según el censo de 2010, había 326 personas residiendo en el municipio de Newbern. La densidad de población era de 3,45 hab./km². De los 326 habitantes, el municipio de Newbern estaba compuesto por el 98,47 % blancos, el 0,31 % eran afroamericanos, el 0,31 % eran asiáticos y el 0,92 % eran de una mezcla de razas. Del total de la población el 1,53 % eran hispanos o latinos de cualquier raza.